# Moxostoma albidum
Moxostoma albidum är en fiskart som först beskrevs av Girard, 1856.  Moxostoma albidum ingår i släktet Moxostoma och familjen Catostomidae. Inga underarter finns listade i Catalogue of Life.